# 福岡県道・大分県道107号宝珠山日田線
福岡県道・大分県道107号宝珠山日田線（ふくおかけんどう・おおいたけんどう107ごう ほうしゅやまひたせん）は、福岡県朝倉郡東峰村から大分県日田市に至る一般県道である。

## 概要
福岡県朝倉郡東峰村大字宝珠山から大分県日田市大字花月に至る。当初の路線名は福岡県道・大分県道107号添田日田線であった。

### 路線データ
- 起点：福岡県朝倉郡東峰村大字宝珠山（福岡県道52号八女香春線交点）
- 終点：大分県日田市大字花月（藤山三差路交差点、国道212号交点）

## 歴史
- 1993年（平成5年）5月11日 - 建設省から、県道添田日田線の一部を八女香春線として主要地方道に指定される[1]。

## 路線状況

### 平成29年7月九州北部豪雨による被害
2017年（平成29年）7月の平成29年7月九州北部豪雨では、7月6日に日田市小野地区で本路線に大規模な山崩れが発生して土砂ダムが発生。山崩れに巻き込まれた男性が死亡した。本線は約300 mにわたって土砂に埋まり不通となった。7月15日には約300 mの仮設道路が完成し、市道梛野線経由で通行できるようになったが、市道の道幅が狭いため、片側交互通行、住民以外の夜間（19時から翌7時まで）通行禁止、2 t超の大型トラックの通行禁止等の交通規制が続いた。8月6日には、さらに約300 mの仮設道路が完成して県道が全通し、すべての交通規制が解除されることになった。大分県では、原形復旧では安全性や費用の面で問題があるため、県道を仮設道路の近くに付け替えるとともに、小野川の河道を新しくすることを検討している。

### 道路施設

#### 橋梁
- 大分県
  - 合塔橋（小野川、日田市）

#### トンネル
- 福岡県
  - 小鹿田（おんた）トンネル：延長40 m、1977年（昭和52年）竣工、朝倉郡東峰村 - 大分県日田市
- 大分県
  - 皿山トンネル：延長235 m、2003年（平成15年）竣工、日田市

## 地理

### 通過する自治体
- 福岡県
  - 朝倉郡東峰村
- 大分県
  - 日田市

### 交差する道路
| 交差する道路                  | 都道府県名 | 市町村名 | 市町村名 | 交差する場所 | 交差する場所            |
| ----------------------------- | ---------- | -------- | -------- | ------------ | ----------------------- |
| 福岡県道52号八女香春線        | 福岡県     | 朝倉郡   | 東峰村   | 大字宝珠山   | 起点                    |
| 大分県道670号和田大鶴停車場線 | 大分県     | 日田市   | 日田市   | 大字鶴河内   |                         |
| 大分県道720号日田山国線       | 大分県     | 日田市   | 日田市   | 大字花月     |                         |
| 国道212号 国道496号 重複      | 大分県     | 日田市   | 日田市   | 大字花月     | 藤山三差路交差点 / 終点 |

### 交差する鉄道
- 日田彦山線BRT

### 沿線
- JR九州日田彦山線BRT 筑前岩屋駅
- 民陶館小鹿田の里
- ことといの里
- 日田市立小野小学校
- 小野郵便局

### 峠
- 福岡県
  - 金剛野峠（朝倉郡東峰村 - 大分県日田市）